# Ringelspitz
Ringelspitz är ett berg i Schweiz.   Det ligger i regionen Imboden och kantonen Graubünden, i den östra delen av landet, 140 km öster om huvudstaden Bern. Toppen på Ringelspitz är 3 248 meter över havet, eller 840 meter över den omgivande terrängen. Bredden vid basen är 21,6 km.
Terrängen runt Ringelspitz är huvudsakligen mycket bergig. Ringelspitz är den högsta punkten i trakten. Närmaste större samhälle är Chur, 15,3 km öster om Ringelspitz. 
Trakten runt Ringelspitz består i huvudsak av gräsmarker. Runt Ringelspitz är det ganska glesbefolkat, med 23 invånare per kvadratkilometer.